# Isostreptis
Isostreptis là một chi bướm đêm thuộc họ Cosmopterigidae.